# Оркен (Таскалинский район)
Оркен (каз. Өркен, до 2010 г. - Белугино) — село в Таскалинском районе Западно-Казахстанской области Казахстана. Входит в состав Мерейского сельского округа. Код КАТО — 276049300.

## Население
В 1999 году население села составляло 313 человек (151 мужчина и 162 женщины). По данным переписи 2009 года, в селе проживало 165 человек (75 мужчин и 90 женщин).